# Lituania la Jocurile Olimpice de vară din 2012
Lituania la Jocurile Olimpice de vară din 2012 de la Londra în perioada 27 iulie–12 august 2012, a participat cu o delegație de 62 de sportivi care a concurat la 14 sporturi. S-a aflat pe locul 34 în clasamentul pe medalii.

## Medaliați
| Medalie | Nume                | Sport            | Probă              | Dată      |
| ------- | ------------------- | ---------------- | ------------------ | --------- |
| 1       | Rūta Meilutytė      | Natație          | 100 m bras feminin | 30 iulie  |
| 1       | Laura Asadauskaitė  | Pentatlon modern | Feminin            | 12 august |
| 2       | Jevgenijus Šuklinas | Caiac canoe      | C-1 200 m masculin | 11 august |
| 3       | Aleksandr Kazakevič | Lupte            | Greco-roman 74 kg  | 5 august  |
| 3       | Evaldas Petrauskas  | Box              | 60 kg masculin     | 8 august  |